# Hans-Joachim Dönitz
Hans-Joachim Dönitz (26 tháng 06 năm 1934 – 31 tháng 12 năm 2010) là một Chuẩn Đô đốc của Hải quân Nhân dân Đức. Ông là Chành thanh tra Quân chủng Hải quân cuối cùng của CHDC Đức. Ông từ chức ngay trước khi 2 miền Đông – Tây chính thức thống nhất.

## Thân thế và sự nghiệp
Hans-Joachim Dönitz sinh tại Leipzig trong một gia đình làm nghề kinh doanh. Tuổi trẻ của Hans-Joachim Dönitz là những năm tháng khói lửa của cuộc chiến tranh thế giới thứ II. Sau khi Thế chiến II kết thúc, gia đình ông sinh sống trong khu vực miền đông đất nước.
Từ năm 1948 dến năm 1952, Hans-Joachim Dönitz theo học ngành Kinh tế. Đến ngày 12 tháng 5 năm 1952, ông chuyển sang gia nhập lực lượng Cảnh sát Biển Nhân dân Đức (tiền thân của Hải quân Nhân dân Đức). Từ năm 1952 đến năm 1954, ông theo học Trường Sĩ quan Cảnh sát Biển Stralsund.
Sau khi tốt nghiệp, Hans-Joachim Dönitz được điều đến làm sĩ quan tác chiến phòng vệ duyên hải khu vực Sassnitz. Từ năm 1956 tới năm 1959, Hans-Joachim Dönitz được cử đi đào tạo tại Liên Xô. Từ năm 1957, ông trở thành Đảng viên Đảng Thống nhất Xã hội Chủ nghĩa Đức (SED). Sau khi về nước, từ năm 1959 đến 1961, Hans-Joachim Dönitz trở thành hoa tiêu của một tàu quét mìn. Từ năm 1961 đến năm 1962, ông trở thành sĩ quan huấn luyện về hoa tiêu và kỹ thuật hàng hải cho trung tâm huấn luyện của Bộ tư lệnh Hải quân Nhân dân Đức. Sau đó, Hans-Joachim Dönitz được điều chuyển về làm Tham mưu trưởng của Lực lượng chống ngầm, Hạm đội số 4, Hải quân Nhân dân Đức, đóng quân tại Warnemunde. Sau đó, từ năm 1962 đến 1963, ông được cử làm Tham mưu trưởng của Lữ đoàn Tàu phóng lôi, Hạm đội số 6 trên đảo Ruegen. Từ năm 1963 đến năm 1965, Hans-Joachim Dönitz làm Lữ đoàn trưởng của lữ đoàn này.
Từ năm 1965 tới năm 1968, Hans-Joachim Dönitz tiếp tục theo học tại Học viện Hải quân Leningrad. Năm 1971, ông được cử làm Tham mưu trưởng kiếm Phó tư lệnh Hạm đội 6. Ngày 01 tháng 12 năm 1974, ông được phong hàm Đại tá Hải quân (Kapitän zur See).  
Từ năm 1974 đến năm 1983, ông làm Tư lệnh của hạm đội 6, thay thế cho Theodor Hoffmann – người sau này làm Bộ trưởng Bộ Quốc phòng CHDC Đức. Ngày 07 tháng 10 năm 1980, Hans-Joachim Dönitz được thăng phong Chuẩn Đô đốc (Konteradmiral). Từ năm 1983 đến năm 1987, Hans-Joachim Dönitz làm Cục phó Cục Huấn luyện chiến đấu, Hải quân Nhân dân Đức. Từ năm 1987, ông trở thành Chánh Thanh tra Quân chủng Hải quân. Ngày 30 tháng 09 năm 1990, chỉ vài ngày trước ngày thống nhất Đông – Tây Đức, Hans-Joachim Dönitz nghỉ hưu.
Sau ngày đất nước thống nhất, Chuẩn Đô đốc Hans-Joachim Dönitz sống một cuộc đời bình lặng. Ngày 31 tháng 12 năm 2010, ông qua đời tại Strausberg.